# City Baby Attacked by Rats
City Baby Attacked by Rats ist das 1982 erschienene Debütalbum der britischen Hardcore-Punk-Band GBH, die zum Zeitpunkt der Veröffentlichung noch Charged GBH hieß.

## Hintergrund
Nach ihrer Gründung in den späten 1970er Jahren veröffentlichte die Band unter dem Namen Charged GBH im September 1981 ihre erste EP Leather, Bristles, Studs & Acne, der im Februar 1982 die Single No Survivors folgte. Das Debütalbum City Baby Attacked by Rats erschien im Juli 1982 über die Plattenfirma Clay Records, die bereits für die vorherigen Aufnahmen verantwortlich zeichnete. Die LP erreichte im darauffolgenden Monat Platz 17 der britischen Albumcharts, als Single wurde Sick Boy mit den Titeln Slit Your Own Throat und Am I Dead Yet? als B-Seite ausgekoppelt. Kurz nach Veröffentlichung von City Baby Attacked by Rats tourte die Band erstmals in den Vereinigten Staaten.
Bis heute erschienen mehrere Neuauflagen bei anderen Labels, u. a. Roadrunner Records. 2002 veröffentlichte Captain Oi! Records eine Version mit den Singles No Survivors und Sick Boy sowie den entsprechenden B-Seiten als Bonustitel.

## Titelliste
1. Time Bomb – 2:26
2. Sick Boy – 2:32
3. Wardogs – 1:29
4. Slut – 2:32
5. Maniac – 2:12
6. Gunned Down – 2:34
7. I Am the Hunted – 2:52
8. City Baby Attacked by Rats – 2:34
9. Prayer of a Realist – 2:29
10. Passenger on the Menu – 2:48
11. Heavy Discipline – 2:11
12. Boston Babies – 2:07
13. Bellend Bop – 5:08

Bonustitel der Wiederveröffentlichung (2002)
1. No Survivors – 2:35
2. Self Destruct – 2:01
3. Big Women – 2:17
4. Am I Dead Yet? – 2:31
5. Slit Your Own Throat – 2:07
6. Sick Boy [Single Version] – 2:34

## Musik und Texte
Die Stücke des Albums sind fast durchgehend riffbetont, einfach strukturiert und im schnellen Tempo gehalten.
Time Bomb beginnt und endet mit dem Klang einer tickenden Uhr. Im Text kündigt das lyrische Ich an, sich gegen nicht näher genannte Umstände wehren zu wollen und fordert andere Personen auf, sich für eine bestimmte Seite zu entscheiden.
Sick Boy beinhaltet Erlebnisberichte eines Psychiatriepatienten, u. a. über Fixierungen und eine EEG-Untersuchung.
In Wardogs wird die Bereitschaft einer Söldnertruppe wiedergegeben, sich für jeden Zweck anheuern zu lassen. Im Refrain findet die Phrase „cry havoc and slip the dogs of war“ Verwendung, die aus Shakespeares Julius Caesar stammt.
In Slut fordert das lyrische Ich eine offenbar promiskuitive Frau zum Geschlechtsverkehr auf und benutzt ihr gegenüber mehrere abwertende Bezeichnungen. Das Stück beginnt mit einem verhältnismäßig langen Intro, das im mittleren Tempo eingespielt ist.
In Maniac wird vor einem gefährlichen Verrückten gewarnt.
Gunned Down ist aus der Sicht einer Person geschrieben, die durch Waffengewalt und Kriminalität ihr Leben verbessern will, dabei aber selbst zu Tode kommt.
I Am the Hunted beginnt mit einem melodischen Intro, ehe es in den schnellen Hauptteil übergeht. Das lyrische Ich beschreibt sein Leben auf der Flucht, nachdem es aus Affekt seine Ehefrau getötet hat. Zugleich wird die Ignoranz herrschender Kreise kritisiert.
Im Titelstück wird in metaphorischer Weise von einem Baby berichtet, dass ungeliebt in einer verwahrlosten Gegend lebt.
In Prayer of a Realist werden Gottesglauben und organisierte Religionen abgelehnt.
Passenger on the Menu ist im mittleren Tempo gehalten und damit das langsamste Stück des Albums. Es basiert auf einem simplen, durchgehenden Schlagzeugrhythmus ohne Breaks und Tempowechsel, am Ende ist ein lange Rückkopplung zu hören. Der Gesang orientiert sich am Rezitativstil. Im Text wird die Situation von Menschen geschildert, die Kannibalismus praktizieren müssen, um zu überleben. Vereinzelten Angaben zufolge dienten der Absturz eines Flugzeuges in den Anden und der anschließende zwangsweise Kannibalismus einiger Überlebender als Vorbild für das Werk.
In Heavy Discipline wird dargestellt, wie Disziplin durch die strikte Kontrolle junger Menschen erreicht werden soll.
In Boston Babies versucht das lyrische Ich erfolglos, eine junge Frau in offensiver Weise für sich zu interessieren. Im Gegensatz zum Titel heißt es im Text lediglich „Boston Baby“. Das Lied ist eine Coverversion der Punkband Slaughter and the Dogs.
Der Text von Bellend Bop beinhaltet Erlebnisse während einer Party, darunter ein Polizeieinsatz wegen Lärmbelästigung. Am Ende tritt eine Frau auf, die sich als Nell Gwyn vorstellt. Die Musik setzt nach vier Minuten kurz aus, ehe die Coda beginnt. Das Lied endet mit einem a-capella-Gesang.

## Cover
Das Cover ziert eine Zeichnung, in deren Vordergrund eine von Gebäudefassaden begrenzte Gasse zu sehen ist. In dieser stehen volle Mülltonnen sowie ein Kinderwagen  und es tummeln sich mehrere Ratten. An der rechten Hauswand ist der Albumtitel in weißer Farbe als Graffiti angebracht, daneben ist eine offene Tür zu sehen, die laut darüber befindlichem Hinweisschild als Bühneneingang dient. Die Gasse mündet in eine breite Straße, von der ein weiterer Verkehrsweg in Richtung einer Industrieanlage abzweigt. Die Szene ist nachts angesiedelt. Das Bandlogo befindet sich in der Mitte des oberen Bildrandes, wobei der Bandname als CHARGED G.B.H angegeben ist. Das Wort CHARGED liegt hier diagonal über dem G und ist in kleineren Lettern als die anderen Buchstaben dargestellt.

## Rezeption
Anlässlich der Wiederveröffentlichung aus dem Jahr 1998 bezeichnete eine Rezipient im Ox das Album und den Nachfolger City Baby’s Revenge als „die beiden besten und bekanntesten Platten, und das zurecht“.
Slayer spielten Sick Boy für die europäische und japanische Version ihres Coveralbums Undisputed Attitude (1996) ein. Arch Enemy veröffentlichten 2017 auf ihrem Album Will to Power eine eigene Version des Titelstücks City Baby Attacked by Rats. Diese ist außerdem auf deren Coveralbum Covered In Blood (2019) enthalten.
Metallica beriefen sich mit ihrem Stück Spit Out the Bone vom Album Hardwired…to Self-Destruct (2016) auf das Lied Passenger on the Menu.
Die Bewertung des Betreibers von Allmusic für die Wiederveröffentlichung liegt bei 2,5 von 5 möglichen Punkten.